# Monika Kuszyńska
Monika Kuszyńska (n. 14 ianuarie 1980, Łódź, Polonia) este o cântăreață poloneză. Ea a reprezentat Polonia la Concursul Muzical Eurovision 2015 cu piesa "In the Name of Love".